# Хоринська Олена Євгенівна
Олена Євгенівна Котвицька (рос. Еле́на Евге́ньевна Котви́цкая), псевдонім Олена Хоринська (рос. Еле́на Хо́ринская), 17 (30) січня 1909, Бічура, Забайкальська область — 20 грудня 2010, Єкатеринбург — радянська і російська поетеса, письменник, перекладач.

## Біографія
Народилася у селі Бічурі (нині райцентр Бурятії) у родині вихідців з України. Батько був робітником лісопильного заводу. Пізніше сім'я переїхала до Верхньоудинська, де Котвицький влаштувався у паровозне депо.
У 1925 році Олена закінчила школу у Верхньоудинську. Брала участь у ліквідації неписьменності. Десять років працювала вчителем у сільських школах, у тому числі сім років у Хоринському аймаку Бурят-Монгольської АРСР. За назвою цього аймака (району) і обрала псевдонім.
Перші вірші Котвицької були опубліковані в 1930 році в газеті " Бурят-Монгольська правда " під псевдонімом Колгоспниця Маша. 1931 року в Іркутську вийшла її перша книга «За центнери!». У повісті описувалися реальні події, пов'язані з колективізацією в Хоринському аймаку.
1934 року обрана делегатом від Бурят-Монгольської АРСР на Перший з'їзд радянських письменників.
У 1934—1935 роках працювала на будівництві паровозобудівного заводу в Улан-Уде.
Член Спілки письменників СРСР із 1935 року.
У 1935 році переїхала до Свердловська. Працювала літературним консультантом обласного Будинку художнього виховання дітей, редактором Середньо-Уральського видавництва. 1940 року заочно закінчила Літературний інститут ім. А. М. Горького. Була членом КПРС.
У 1944 році в Свердловську видано книжку віршів для дітей «Сірник-невеликий», перекладений потім мовами народів СРСР. Олена Хоринська — авторка понад 40 книг, перекладач з української та бурятської мов, зокрема, з бурятської мови переклала вірші Бараса Халзанова
Померла 20 грудня 2010 року в Єкатеринбурзі на 102 році життя. Похована на Іванівському цвинтарі Єкатеринбурга.

## Творчість
Книжки
- «За центнери!» (рос. «За центнеры!»). — Іркутськ, 1931;
- «Дівчина-семиділка» (рос. «Девушка-семиделушка»). — Свердловськ, 1950;
- «Ровесники» (рос. «Сверстники»). — Свердловськ, 1954;
- «Вибрані вірші» (рос. «Избранные стихи»). — Свердловськ, 1959;
- «Татам і мамам» (рос. «Папам и мамам»). — Свердловськ, 1963;
- «Наш Бажов». — Свердловськ, 1968;
- «Мені юність згадується» (рос. «Мне юность вспоминается»). — Свердловськ, 1969;
- «Цвіте черемха» (рос. «Цветёт черёмуха»). — Свердловськ, 1979;
- «Журавушки». — Свердловськ, 1984;
- «Дарую вам книжку» (рос. «Дарю вам книжку»). — Єкатеринбург, 1998.
- «Мої січні» (рос. ««Мои январи»»). — Єкатеринбург: Уральське видавництво, 2008. — 108 с. ISBN 978-5-93667-113-5.

На вірші Хоринської написані пісні, опера «Дівчина-семиділка», оперети «Марк Береговик», «Кохання буває різне», «Це було біля моря».
Твори Олени Хоринської перекладені азербайджанською, литовською, таджицькою, українською мовами.

### Цікаві факти творчості
Літературознавець Валентин Блажес пише: "В альманасі «Уральський сучасник» (рос. «Уральский современник») (1938 № 2) О. Є. Хоринська публікує вірш «Син»: "…ніч, мороз, завірюха, сотні верст до найближчого селища, а на руках у молодої жінки вмираючий син, божевільна від горя жінка звертається до вождя: «Товариш Сталін, син мій на вмирає. Вранці „пурга вщухла“, почувся шум літака, і професор-хірург, що прилетів, врятував хлопчика…». У Олени Хоринської вийшов дуже неабиякий для свого часу вірш, він, безсумнівно, повинен увійти в історію літератури Уралу як колоритний зразок соцреалізму. В інших уральських поетів немає таких віршів про Сталіна-чудотворця … "

## Нагороди та звання
- Два ордени «Знак Пошани».
- Шість медалей.
- Почесна грамота Республіки Бурятія.
- Премія губернатора Свердловської області
- Премія імені П. П. Бажова (2000).
- Заслужений працівник культури РРФСР.